# Красноармійське (Енгельський район)
Красноармійське (рос. Красный Партизан) — село у Енгельському районі Саратовської області Російської Федерації.
Населення становить 495 осіб. Належить до муніципального утворення Безим'янське муніципальне утворення.

## Історія
Населений пункт розташований у межах українського історичного та культурного регіону Жовтий Клин.
До 1941 року належав до АРСР Німців Поволжя. Орган місцевого самоврядування від 2004 року — Безим'янське муніципальне утворення.

## Населення
| 2010 |
| ---- |
| 955  |